# Asva (hudební skupina)
Asva je americká kapela založená roku 2003 v Seattlu ve státě Washington baskytaristou G. Stuartem Dahlquistem a zpěvákem Bradem Mowenem (s pseudonymem B.R.A.D.). Název pochází ze sanskrtského slova अश्व (ašva) znamenajícího kůň. Hraje mix doom metalu, sludge metalu a drone metalu.

## Diskografie
Dema
- Bootsykronos Go Fuck Yourself Demos (2005)

Studiová alba
- Futurists Against the Ocean (2005)[1]
- What You Don't Know Is Frontier (2008)[1]
- Presences of Absences (2011)[1]

EP
- The Third Plagues / A Trap for Judges (2005)

Živá alba
- Live In London, September 8, 2005 (2008)
- Surprize - Northsix, Brooklyn 4.20.05 (2013)

Kolaborační alba
- Empires Should Burn... (2012) – spoluúčinkuje francouzský multiinstrumentalista Philippe Petit

Split nahrávky
- Caprichos 1-80 / Rift Canyon Dreams (2004) – split 12" vinyl společně s americkou kapelou Burning Witch

Singly
- Bring Me a Monkey (2013)